# Vicent Partal
Vicent Partal Montesinos (Bétera, Valencia, 28 de noviembre de 1960) es un periodista español. Director del diario digital VilaWeb, ha trabajado también en El Temps, El Punt, Diario de Barcelona, Catalunya Ràdio, La Vanguardia y Televisión Española (TVE), entre otros. 

## Biografía
Vicent Partal cursó estudios de Magisterio en la Universidad de Valencia y trabajó en la Escola Gavina. Sin embargo, pronto comenzó a trabajar como periodista.
Cofundador del semanario El Temps, en 1983 formó parte del Diario de Barcelona y de Televisión Española, donde se especializó en temas de política internacional. Como reportero y corresponsal cubrió acontecimientos en todo el mundo, entre otros la caída del muro de Berlín o el golpe de Estado en la URSS.
En 1994 creó el primer sistema informativo en Internet de España denominado El Temps Online. El año 1995, junto con Assumpció Maresma, directora entonces del semanario El Temps, fundó un primer directorio web en lengua catalana, que más tarde se transformaría en el diario electrónico en catalán VilaWeb. El mismo año creó con Jordi Vendrell el programa El Internauta en la sintonía de Catalunya Ràdio. Esta tertulia de tema tecnológico se emitió posteriormente en podcast a través de VilaWeb.
Actualmente, es el director del diario electrónico VilaWeb. Además de publicar de forma diaria el editorial de VilaWeb, escribe un artículo por semana en los diarios Avui, L'Esportiu y Berria y participa regularmente en las tertulias La Isla de Robinson de ElPuntAvui TV y Las Mañanas de Catalunya Ràdio. En mucho de estos artículos defiende el independentismo catalán así como la figura de los países catalanes.
Ha publicado varias monografías sobre la OTAN y sobre los nacionalismos de la antigua Unión Soviética. Publicó los libros Cataluña en la estrategia militar de Occidente (1987), Los nacionalistas a la URSS (1988), La revuelta nacionalista a la URSS (1991), Atlas del Europa futura (1991), Cataluña 3.0 (2001), 11-M: El periodismo en crisis (2004, con Martxelo Otamendi) y Periodismo cuántico. El junio de 2009 publicó Libreta de Pekín, el primer libro electrónico comercial en catalán sin edición impresa. También ha publicado dos libros para entender la evolución del secesionismo en Cataluña, A un palmo de la independencia (2013) y Desclasificando el 9-N (2015).
En cuanto a la televisión es autor de la serie Hemos hecho el sur, difundido en DCO y TVC, y del programa Una lengua que anda, una coproducción entre VilaWeb y TVC sobre Escola Valenciana. Fue también guionista del polémico programa Camaleón de TVE, que hacía una crítica de los informativos escenificando un falso golpe de Estado a la Unión Soviética.
Es presidente de una fundación sin ánimo de lucro llamada European Journalism Center, con sede en Maastricht y dedicada al apoyo de periodistas a nivel global.

## Obras
- -Cataluña en la estrategia militar de Occidente (1987)
- Los nacionalistas en la URSS (1988)
- La revuelta nacionalista a la URSS (1991)
- Atlas de la Europa futura (1991)
- Conversaciones sobre los orígenes de internet en Cataluña (2000)
- Cataluña 3.0 (2001)
- 11-M: El periodismo en crisis, con el periodista Martxelo Otamendi (2004)
- Periodismo cuántico. Haciendo periodismo a Internet. La experiencia de los primeros diez años de VilaWeb (2007)
- Libreta de Pekín (2009)
- A un palmo de la independencia (2013)[2]
- Desclasificado: 9-N (2015)[3]

### Colaboraciones
- Prólogo de 1001 curiosidades de la independencia de Cataluña (2013)[4]

## Premios y reconocimientos
Ha sido galardonado con el premio Premi Ciutat de Barcelona (1999) y el premio Nacional de Internet de la Generalidad de Cataluña (2000). En el año 2004 fue galardonado con el premio Nadal Batle sobre nuevas tecnologías de la información (2004). El mismo año el portal VilaWeb fue galardonado con el premio Nacional de Periodismo. En 2008 recibió el Miquelet de Honor y en 2015 el premio Valenciano del Año que otorga la Fundación Huguet.